# Euphyllura olivina
Euphyllura olivina är en insektsart som först beskrevs av Costa 1839.  Euphyllura olivina ingår i släktet Euphyllura och familjen rundbladloppor. Inga underarter finns listade i Catalogue of Life.

## Bildgalleri

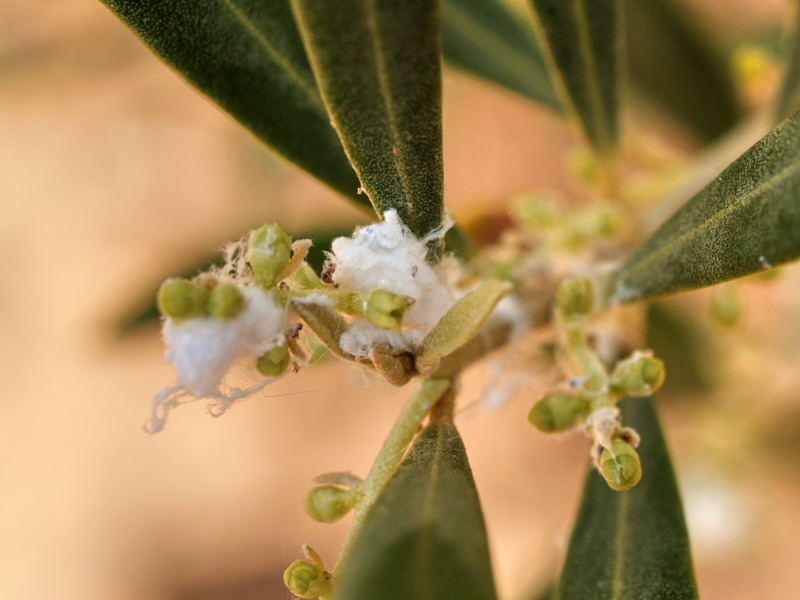